# Došnica
La Došnica (en macédonien : Дошница) est une rivière de la Macédoine du Nord, dans la région du Vardar et un affluent gauche du Bochava donc un sous-affluent du Vardar.

## Géographie
De 38,5 km de longueur[réf. nécessaire], la Došnica prend sa source à 1 900 m d'altitude dans la montagne Kožuf près du sommet Green Beach et conflue avec le Bochava à 150 m d'altitude. 

### Bassin versant
Son bassin versant est de 193,4 km2[réf. nécessaire].

## Hydrologie
La Došnica a donc un dénivelé de 1 750 m et pente moyenne de 45.5 %°. 

## Aménagements et écologie

### Centrale de Došnica
Les eaux de cette rivière sont utilisées pour produire de l'électricité dans la centrale de Došnica.

### Recherche aurifère?
La rivière est aussi connue des aventuriers et chercheurs d'or, car on croit que dans le passé, la recherche aurifère était pratiquée.